# Nebojsa
Nebojsa je československá filmová pohádka slovenského režiséra Juliuse Matuly z roku 1989 natočená na motivy slovenské lidové pohádky. Pohádka byla nadabována do Německa pod název Der Furchtlose a do Maďarska po názvem A fekete kastély.
Pohádka byla natočena na jižní Moravě. Ve filmu se objevuje větrný mlýn v Kuželově, zřícenina hradu Cornštejn a v závěru zámek Milotice.

## Obsazení
| Ján Kroner               | dřevorubec Ondra                                      |
| Ondřej Vetchý            | zlodějíček Ferko                                      |
| Zuzana Skopálová-Jányová | princezna (ve slovenské verzi mluví Zdena Studenková) |
| Václav Knop              | čaroděj                                               |
| Karol Machata            | otec Ondry                                            |
| Ján Mildner              | dědeček                                               |
| Bohuslav Čáp             | stařec                                                |
| Ivan Krivosudský         | hospodský                                             |
| Marcela Martínková       | hospodyně                                             |
| Katarina Kolníková       | tetka                                                 |
| Štefan Kožka             | náčelník lupičů                                       |
| Ján Melkovič             | zbojník                                               |
| Stanislav Možný          | převozník                                             |
| Mária Hojerová           | stařenka                                              |
| Katarzyna Figura         | Černá paní                                            |
| Peter Gál                | kupec                                                 |
| Jana Kopsová-Pizová      |                                                       |

## Ocenění
- Mezinárodní festival filmů pro děti Gottwaldov 1989 – Stříbrná píšťalka
- 21. Národní přehlídka filmů pro děti Ostrov 1989 – Cena dětského diváka, Cena OV SSM Karlovy Vary
- 3. Filmový festival mládeže Hronov 1989 – Cena mladých diváků
- 40. FFP - léto 1989 – Školní zvoneček